# André Piganiol
André-Félix-Guy Piganiol (Le Havre, 1883 – Parigi, 1968) è stato uno storico e archeologo francese specializzato in storia romana.
Fu allievo dell’École normale supérieure e membro dell’École française di Roma dal 1906 al 1909. Insegnò prima all'Università di Strasburgo, in seguito alla Sorbona di Parigi e poi al Collège de France. È stato membro dell’Académie des inscriptions et belles lettres. La sua principale attività è legata alla storiografia romana, e si distingue per la qualità dell'approfondimento delle tematiche socio-economiche.

## Opere
- L'impôt de capitation sous le Bas Empire (1916)
- Essai sur les origines de Rome (1917)
- Recherches sur les jeux romains: notes d'archéologie et d'histoire religieuse (1923)
- La conquête romaine (1927)
- Esquisse d'histoire romaine (1931)
- L'Empereur Constantin (1932)
- Histoire de Rome (1939)
- L'Empire chrétien (1947)
- Les inscriptions cadastrales de la colonie romaine d'Orange (1963)
- Le Sac de Rome: vue d'ensemble (1964)
- Scripta varia (1973)